# Pipa snethlageae
Espèce
Statut de conservation UICN

 LC  : Préoccupation mineure
Pipa snethlageae est une espèce d'amphibiens de la famille des Pipidae.

## Répartition
Cette espèce est endémique du bassin de l'Amazone en Amérique du Sud. Elle se rencontre jusqu'à 860 m d'altitude au Brésil, en Guyane, en Colombie et au Pérou.

## Étymologie
Cette espèce est nommée en l'honneur de la naturaliste Emilia Snethlage.

## Publication originale
- Müller, 1914 : On a new species of the genus Pipa from Northern Brazil. Annals and Magazine of Natural History, sér. 8, vol. 14, p. 102 (texte intégral).